# Fin de saison (film)
Pour les articles homonymes, voir Fin de saison (homonymie).
Pour plus de détails, voir Fiche technique et Distribution.
Fin de saison (Brennendes Geheimnis) est un film germano-autrichien réalisé par Robert Siodmak, sorti en 1933.

## Synopsis
Dans les années 1930, un garçon séjourne avec sa mère dans un hôtel suisse, près d'un lac. L'adolescent rencontre un homme qui le fascine, peut-être chanteur ou prestidigitateur. L'homme lui propose de l'emmener faire un tour dans sa voiture de sport, et la mère semble aussi attirée par ce bel homme. La jalousie du garçon va croissante, culminant dans une scène sur la route la nuit, où le garçon attend l'homme qui lui vole sa mère. Le garçon découvre combien il est difficile de grandir. 

## Fiche technique
- Titre français : Fin de saison
- Titre original : Brennendes Geheimnis
- Réalisation : Robert Siodmak
- Scénario : Frederick Kohner, Alfred Polgar et Robert Siodmak, d'après la nouvelle éponyme de Stefan Zweig (de) Brennendes Geheimnis, Brûlant Secret
- Musique : Allan Gray
- Date de sortie : 26 janvier 1934
- Pays de production :  Reich allemand,  Autriche

## Distribution
- Willi Forst : Herr von Haller
- Hilde Wagener : la femme
- Alfred Abel : l'homme
- Lucie Höflich : la mère de la femme
- Hans Richter : Fritz, le groom
- Lotte Stein : Mme Klappholz
- Hans Joachim Schaufuß (de) : Edgar
- Rina Marsa (de) : Lilo de La Roche
- Alfred Beierle : le détective
- Ernst Dumcke : le baron Tosse
- Edwin Juergenssen
- Heinz Berghaus
- F.W. Schröder-Schrom

## Autour du film
Fin de saison / Brennendes Geheimnis a été interdit en Allemagne après l'arrivée du nazisme au pouvoir. Son producteur Alfred Sternau de Tonal-Film a dû quitter le pays et après un long exil à travers l'Europe, passant par l'Espagne, l'Italie, et la France, il fut rattrapé, avec son épouse Ruth Sternau, décoratrice du film, par la Gestapo à Nice, puis déporté à Auschwitz où il est mort.